# Michael Deutsche
Michael Deutsche (* 1. April 1992 in Nagold) ist ein deutscher Fußballspieler.

## Karriere
2009 gewann Deutsche mit dem VfB Stuttgart die B-Jugend-Meisterschaft. Im selben Jahr wechselte er zu den Stuttgarter Kickers. 2010 ging er zum SSV Ulm, 2011 wechselte er zum 1. FC Heidenheim. In seiner ersten Saison gelangen ihm zwölf Tore für die zweite Mannschaft der Heidenheimer. Zur Saison 2012/13 wurde er in den Profikader des Drittligisten übernommen und unterschrieb einen Vertrag bis 2015.
2014 wechselte er zum FC Homburg. Die Saison 2015/2016 spielte er beim SGV Freiberg. Anschließend folgte ein Wechsel zum FSV 08 Bissingen. Seit 2019 spielt er beim TSVgg Plattenhardt, der von der Bezirksliga Stuttgart in die Landesliga Württemberg aufstieg. Dort ist er auch als Co-Trainer engagiert.